# Лоун Пайн Коала
27°32′00″ пд. ш. 152°58′07″ сх. д. / 27.53333° пд. ш. 152.96861° сх. д.

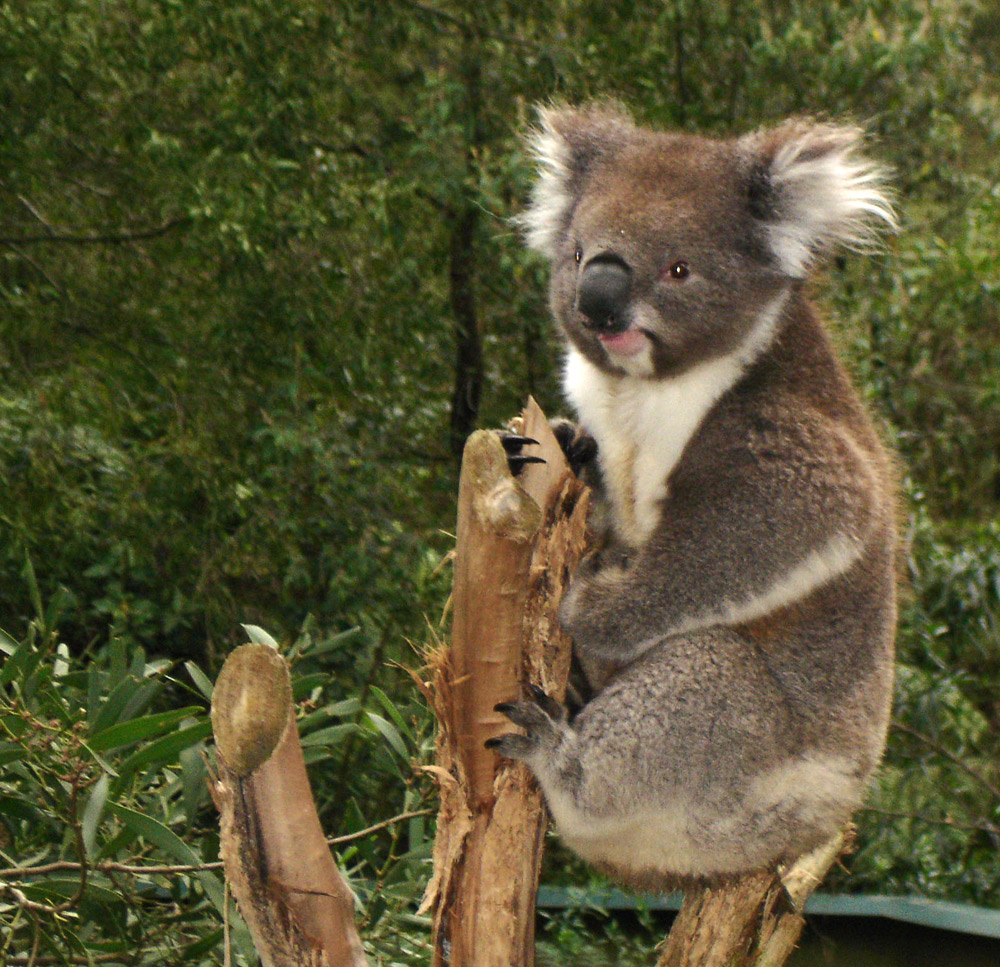
Коала

Лоун Пайн Коала (англ. Lone Pine Koala Sanctuary), також «коала-парк» — найстаріший і найбільший в Австралії та у світі заповідник коал.( Коала-парк розташований в районі Фіг-Трі-Покет міста Брисбен, Квінсленд). Парк було відкрито в 1927 році, популяція коал нараховує 130 особин.
На території заповідника проживають близько 100 видів інших австралійських тварин: кенгуру, валлабі, тасманський диявол, вомбати, єхидни та різні рептилії, а також птахи: австралійські папуги, какаду, ему, куккабарри та інші.